# 14. februar
14. februar er dag 45 i året, i den gregorianske kalender. Der er 320 dage tilbage af året (321 i skudår).
Valentinus' dag. Skt. Valentin dækker over 3 helgener, der alle led martyrdøden. Det fortælles, at fuglene begyndte at parre sig på hans navnedag, som blev erklæret omkring 498 af pave Gelasius. Se videre Valentinsdag.

### Begivenheder
Født - Dødsfald
- 269 - Valentin, romersk præst under Claudius 2., bliver halshugget.
- 842 - Karl den Skaldede og Ludvig den Tyske sværger eden i Strasbourg på fransk og tysk.
- 1014 - Pave Benedikt VIII anerkender Henrik af Bayern som tysk konge.
- 1076 - Pave Gregor VII ekskommunikerer Henrik 4., Tysk-romersk kejser.
- 1349 - 2000 jøder brændes i Strasbourg.
- 1779 - James Cook, den britiske opdagelsesrejsende bliver dræbt af de indfødte på Hawaii.
- 1859 - Oregon bliver den 33. stat i USA.
- 1876 - Alexander Graham Bell indgiver patentansøgning for telefonen.
- 1895 - Første opførelse af Oscar Wildes sidste stykke: The Importance of Being Earnest.
- 1912 - Arizona bliver den 48. stat i USA.
- 1913 - Tibet erklæres selvstændigt.
- 1918 - Sovjetunionen tager den gregorianske kalender i brug (den 1. februar i henhold til den  julianske kalender).
- 1984 - Den svenske marine kaster 10 dybvandsbomber mod formodet fremmed ubåd nær flådebasen i Karlskrona.
- 1987 - En 38-årig evnesvag mand tilstår, at han i 1973 påsatte branden på Hotel Hafnia, der kostede 35 mennesker livet.
- 1989 - Ayatollah Khomeini opfordrer muslimer verden over til at dræbe Salman Rushdie, forfatteren til De sataniske vers.
- 1992 - Kreditorerne overtager ledelsen af Accumulator Invest.
- 2003 - Våbeninspektør Hans Blix fremlægger ny rapport for FN om voksende irakisk vilje til samarbejde. Han Blix ønsker tid til yderligere undersøgelser.
- 2005 - To S-tog kolliderer nord for Lyngby Station, og 47 mennesker bliver såret.
- 2015 - Ved en række skyderier i København bliver tre personer dræbt, heraf den ene efter ildkamp med politiet, og fem politibetjente såres.

### Født
- 1766 - Thomas Malthus, engelsk økonom (død 1834).
- 1788 - Fernando Sor, spansk komponist (død 1839).
- 1819 - Christopher Sholes, amerikansk opfinder (død 1890).
- 1858 - Joseph Thomson, skotsk geolog og naturvidenskabsmand (død 1895).
- 1869 - Charles Wilson, engelsk fysiker og modtager af Nobelprisen i fysik (død 1959).
- 1893 - Kay Fisker, dansk arkitekt (død 1965).
- 1913 - Jimmy Hoffa, amerikansk fagforeningsleder (forsvundet 1975).
- 1916 - Marcel Bigeard, fransk militær officer (død 2010).
- 1917 - Herbert A. Hauptman, amerikansk matematiker (død 2011).
- 1927 - Lois Maxwell, canadisk skuespillerinde (død 2007).
- 1942 - Michael Bloomberg, amerikansk forretningsmand og borgmester i New York City.
- 1944 - Peter Lautrop, dansk tegner.
- 1944   - Alan Parker, britisk filminstruktør (død 2020).
- 1945 - Lotte Tarp, dansk skuespillerinde, forfatter og instruktør (død 2002).
- 1946 - Gregory Hines, amerikansk skuespiller og danser (død 2003).
- 1947 - Frank Pedersen, dansk jazzmusiker.
- 1947   - Lasse Helner, dansk musiker.
- 1947   - Dinna Bjørn, dansk balletdanser.
- 1947   - Tim Buckley, amerikansk musiker og sangskriver (død 1975).
- 1951 - Kevin Keegan, engelsk fodboldspiller og -manager.
- 1952 - Hans Backe, svensk fodboldtræner.
- 1953 - Wayne Siegel, dansk komponist.
- 1956 - Tom Burlinson, australsk skuespiller.
- 1959 - Renée Fleming, amerikansk sopran.
- 1963 - Christian Yde Frostholm, dansk forfatter.
- 1964 - Gianni Bugno, schweiziskfødt italiensk cykelrytter.
- 1965 - Henrik Lykkegaard, dansk skuespiller.
- 1966 - Quorthon, svensk musiker (død 2004).
- 1967 - Stine Bierlich, dansk skuespillerinde (død 2007).
- 1967   - René Skau Björnsson, dansk folketingsmedlem.
- 1970 - Morten Ramsbøl, dansk jazzmusiker.
- 1973 - Steve McNair, amerikansk fodboldspiller (død 2009).
- 1977 - Cadel Evans, australsk cykelrytter.
- 1986 - Tiffany Thornton, amerikansk skuespiller
- 1992 - Christian Eriksen, dansk fodboldspiller..

### Dødsfald
- 1543 - Knud Jørgensen Urne, dansk rigsråd.
- 1779 - James Cook, engelsk kaptajn og opdagelsesrejsende (født 1728).
- 1868 - Emilius Ditlev Bærentzen, dansk portrætmaler og litograf (født 1799).
- 1870 - Henrik Nikolai Krøyer, dansk zoolog (født 1799).
- 1934 - Frederik Jensen, dansk film- og revyskuespiller (født 1863).
- 1953 - Carl Brummer, dansk arkitekt (født 1864).
- 1960 - Alfred Osmund, kgl. dansk operasanger (født 1882).
- 1967 - Peter Schindler, dansk teolog og præst (født 1892).
- 1975 - P.G. Wodehouse, engelsk forfatter (født 1881).
- 1976 - Paul René Gauguin, dansk/norsk kunstner (født 1911).
- 1979 - Orla Møller, dansk politiker og minister (født 1916).
- 1999 - Sven Havsteen-Mikkelsen, dansk maler (føddt 1912).
- 2004 - Marco Pantani, italiensk cykelrytter (født 1970).
- 2009 - Lars Okholm, dansk ernæringsekspert (født 1917).
- 2010 - Rigmor Mydtskov, kgl. dansk fotograf (født 1925).
- 2015 - Kári á Rógvi, færøsk professor i jura og politiker (født 1973).
- 2015 - Louis Jourdan, fransk filmskuespiller (født 1921).

|  | Denne datoartikel kan blive bedre, hvis der indsættes et (bedre) billede Du kan hjælpe ved at afsøge Wikimedia Commons for et passende billede eller uploade et godt billede til Wikimedia Commons iht. de tilladte licenser og indsætte det i artiklen. |